# Îles Thổ Chu
Les îles Thổ Chu (quần đảo Thổ Chu en vietnamien) sont un archipel de huit petites îles situées dans le golfe de Thaïlande. Elles appartiennent au Viêt Nam et relèvent de la province de Kiên Giang.

## Histoire
Du fait de la distance importante qui le sépare du continent, l'archipel joue un rôle important dans la délimitation de la frontière maritime entre la république du Viêt Nam et la Thaïlande au début des années 1970.
Le 10 mai 1975, les îles Thổ Chu sont attaquées par les Khmers rouges, qui viennent de prendre le pouvoir au Cambodge. Les envahisseurs sont repoussés par l'armée vietnamienne entre le 24 et 27 mai, mais 515 habitants sont enlevés par les Khmers rouges et disparaissent.

## Liste des îles
- Thổ Chu, la plus grande
- Hòn Cao
- Hòn Cao Cát
- Hòn Khô
- Hòn Mô (ou Hòn Cái Bàn)
- Hòn Nhạn
- Hòn Từ
- Hòn Xanh